# Cameophallus choanophallus
Cameophallus choanophallus är en plattmaskart. Cameophallus choanophallus ingår i släktet Cameophallus och familjen Microphallidae. Inga underarter finns listade i Catalogue of Life.